# Asperula rezaiyensis
Asperula rezaiyensis är en måreväxtart som beskrevs av Schönb.-tem.. Asperula rezaiyensis ingår i släktet färgmåror, och familjen måreväxter.
Artens utbredningsområde är Iran. Inga underarter finns listade i Catalogue of Life.